# 6944 Elaineowens
6944 Elaineowens eller 1979 MR3 är en asteroid i huvudbältet som upptäcktes den 25 juni 1979 av de båda amerikanska astronomerna Eleanor F. Helin och Schelte J. Bus vid Palomarobservatoriet. Den är uppkallad efter Elaine Owens.
Asteroiden har en diameter på ungefär 3 kilometer och den tillhör asteroidgruppen Vesta.